# Rolando García
Rolando Víctor García Boutigue (Azul, provincia de Buenos Aires, 20 de febrero de 1919 - Ciudad de México, 15 de noviembre de 2012) fue un científico argentino referente en la historia de la ciencia en la Argentina. Fue miembro del Centro de Investigaciones Interdisciplinarias en Ciencias y Humanidades (CEIICH) de la Universidad Nacional Autónoma de México (UNAM), investigador del Consejo Nacional de Humanidades, Ciencias y Tecnologías de México y vicepresidente fundador del CONICET.

## Biografía
Se recibió de maestro normal en 1936 y profesor normal el ciencia en la Escuela Normal de Profesores.
Fue el decano que transformó la Facultad de Ciencias Exactas, Físicas y Naturales de la Universidad de Buenos Aires entre 1957 y 1966, colocándola en un primer nivel internacional y poniéndola al servicio del desarrollo del país. Sus ideas contribuyen con la corriente de pensamiento conocida como Pensamiento Latinoamericano en Ciencia, Tecnología y Desarrollo (PLACTED).
Repudió el golpe de Estado de 1966 y resistió la intervención de la UBA en "la noche de los bastones largos". Se hallaba con el vicedecano, Manuel Sadosky, cuando entraron los policías, y salió a recibirlos, diciéndole al oficial que dirigía el operativo:

¿Cómo se atreve a cometer este atropello? Todavía soy el decano de esta casa de estudios.

Un corpulento custodio le golpeó entonces la cabeza con su bastón. Se levantó con sangre sobre la cara, y repitió sus palabras: el corpulento repitió el bastonazo por toda respuesta.
En 1980 se mudó a México y de 1981 a 1983 se desempeñó como profesor titular en la Universidad Autónoma Metropolitana (Plantel Xochimilco). 

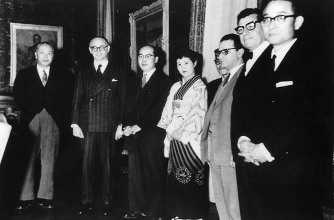
Rolando García junto al premio Nobel de física Hideki Yukawa y al presidente Arturo Frondizi.

De 1984 a 1998 trabajó en el Centro de Investigación y de Estudios Avanzados (CINVESTAV) del Instituto Politécnico Nacional de México. 
Posteriormente, en el segundo semestre de 1998 realizó un año sabático en el Centro de Investigaciones Interdisciplinarias en Ciencias y Humanidades (CEIICH) de la UNAM, donde redactó un libro sobre sistemas complejos, y a partir del año 2000 se integró de tiempo completo a la planta de investigadores de este centro.
Fue uno de los primeros investigadores que habló sobre el cambio climático global, su impacto en los ecosistemas y biomas, y sus efectos sistemas de producción de alimentos. Desarrolló, junto a Jean Piaget, la epistemología genética. 
Al momento de su muerte se encontraba trabajando en la fundamentación metodológica, teórica y epistemológica de la investigación interdisciplinaria aplicada a sistemas complejos.
En 2013 obtuvo el Premio Konex de Honor otorgado a figuras fallecidas de sobresaliente relieve en Ciencia y Tecnología.

## Formación académica
- 1953, Doctor en Física con especialidad en Hidrodinámica y Termodinámica de la atmósfera. Universidad de California en Los Ángeles, UCLA
- 1948, Master of Arts, Universidad de California en Los Ángeles, UCLA
- 1939, Profesor Normal en Ciencias, Escuela Normal de Profesores N° 2 Mariano Acosta, Balvanera, Buenos Aires
- 1936, Maestro Normal Nacional, Escuela Normal de Profesores N° 2 Mariano Acosta, Balvanera, Buenos Aires

### Nombramientos académicos y universitarios
- 2005, Investigador Ordinario de Carrera Titular “C” de TC, Definitivo. Centro de Investigaciones Interdisciplinarias en Ciencias y Humanidades (CEIICH), UNAM
- 2002, Tutor del Programa de Posgrado en Estudios Latinoamericanos, Universidad Nacional Autónoma de México (UNAM)
- 2000-2004, Investigador Titular “C” de TC del Centro de Investigaciones Interdisciplinarias en Ciencias y Humanidades (CEIICH), UNAM
- 1986 - Investigador Nivel III del Sistema Nacional de Investigadores (SNI) de México.
- 1986, Profesor Emérito de la Universidad de Buenos Aires (UBA)
- 1984-1998, Jefe de la Sección de Metodología y Teoría de la Ciencia, Centro de Investigación y Estudios Avanzados del IPN(CINVESTAV-IPN), Instituto Politécnico Nacional (IPN), México, D.F
- 1981-1983, Investigador, Universidad autónoma Metropolitana, (UAM), Campus Xochimilco, México, D.F
- 1971-1973, Director del Laboratorio de Dinámica de la Atmósfera, Universidad de Uruguay, Uruguay
- 1971, Fundador del Laboratorio de Dinámica de la Atmósfera, Universidad de Uruguay, Uruguay
- 1967-1979, Profesor Visitante en el Instituto de Epistemología Genética, Universidad de Ginebra, Suiza
- 1966, Profesor Honorario. Cargo vitalicio. Universidad de Lima, Perú
- 1965-1967 Vicepresidente del Consejo Internacional de Uniones Científicas (ICSU)
- 1961-1962, Profesor Invitado, Departamento de Meteorología, Universidad de California (UCLA), Los Ángeles, California
- 1957-1966, Vicepresidente del Consejo Nacional de Ciencia y Tecnología (CONICET), Argentina
- 1957-1966, Decano de la Facultad de Ciencias Exactas y Naturales, Universidad de Buenos Aires (UBA)
- 1956, Cofundador de la Universidad Nacional del Sur, Bahía Blanca, Provincia de Buenos Aires, Argentina
- 1953-1955, Profesor Asociado. Departamento de Meteorología, Universidad de California (UCLA), Los Ángeles, California
- 1951-1952, Investigador Asociado. Departamento de Meteorología, Universidad de California (UCLA), Los Ángeles, California

### Director y/o asesor de proyectos internacionales
- “Analysing Biospheric Changes ABC” de la Federación Internacional de Institutos de Estudios Avanzados, IFIAS.
- “Sistemas Alimentarios y Sociedad” del Instituto de Investigaciones para el Desarrollo Social ONU.
- Programa de Investigación Global de la Atmósfera, Consejo Internacional de Uniones Científicas y Organización Meteorológica Mundial.
- “La sequía y el hombre” de la Federación Internacional de Institutos de Estudios Avanzados, IFIAS.[7]

## Distinciones
- Profesor Emérito y doctor honoris causa de la Universidad Buenos Aires.
- 2008, Doctor honoris causa de la Universidad Nacional de Cuyo (Mendoza, Argentina).
- Miembro de la Academia Mexicana de Ciencias.
- 2013, Premio Konex de Honor, Ciencia y Tecnología.
- 2009, la Facultad de Ciencias Exactas y Naturales de la UBA lo homenajeó al cumplir 90 años nombrando "Rolando García" al Pabellón I de la Ciudad Universitaria.[8]

## Algunas publicaciones

### Autor[9]
- 2006. García Rolando. Sistemas complejos. Conceptos, método y fundamentación epistemológica de la investigación interdisciplinaria, Barcelona, Gedisa, 200 pp. ISBN 94-9784-164-6
- 2006. García Rolando. Epistemología y teoría del conocimiento. Revista Herramienta N° 32. Buenos Aires junio de 2006. http://www.scielo.org.ar/pdf/sc/v2n2/v2n2a02.pdf
- 2003. García Rolando. La construcción de lo posible: la Universidad de Buenos Aires de 1955 a 1966, Libros del Zorzal, 2003, 252 pp.[10]  ISBN 10: 9871081138
- 2000. García Rolando. El conocimiento en construcción. De las formulaciones de Jean Piaget a la Teoría de los Sistemas Complejos, Barcelona: Gedisa, 252 pp.[11]ISBN 9 788474-328110
- 1981. García Rolando. Nature pleads not guilty, Great Britain, Pergamon Press, 300 pp.[12]

### Coautor
- 1987. Piaget Jean & García Rolando. Vers une logique des significations, Gêneve, Murionde Science Nouvelle, 202 pp.
- 1986. García Rolando & Escudero Carlos. The Constant Catastrophe: Malnutrition. Famines & Drought, Great Britain, Pergamon Press, 204 pp.
- 1983. Piaget Jean & García Rolando. Psychogenèse et Histoire des Sciences, France, Nouvelle Bibliotheque Scientifique, Flammarion) (traducido a 8 idiomas, entre ellos chino y japonés)
- 1982. García Rolando & Spitz Pierre. The Roots of Catastrophe, Great Britain, Pergamon Press, 193 pp.
- 1975. Klimovsky, Varsavsky et al. Ciencia e Ideología: Aportes polémicos, Buenos Aires, Ciencia Nueva, 122 pp.
- 1973. Apostel G., Gèllerier J.T., García Rolando, et al. L´explication dans les sciences, París, Flammarion, 232 pp.
- 1971. Piaget Jean & García Rolando. Les explications causales, París, Presses Universitaires de France, 190 pp.

### Coeditor
- 1977. Inhëlder Barbel, García Rolando, Vonèche J. (editores) Epistemologie génetique et équilibration, Neuchatêl, Delachaux et Niestlé, 157 pp.
- 1966. García Rolando, Malone T:F. (editores) Problems of Atmospheric Circulation, A session of the sixth International Space Science Symposium, Washington-London, Spartan Books-Macmillan and Co., Ltd., 186 pp.

### Coordinador
- 1997. García Rolando (coordinador general). La epistemología genética y la ciencia contemporánea, Barcelona, Gedisa, 325 pp. ISBN 84-7432-645-1